# Жетулиу Варгас
Жетулиу Дорнелис Варгас (на португалски: Getúlio Dornelles Vargas, [ʒeˈtuliu doɾˈnɛlis ˈvaɾɡɐs]) е бразилски политик, 14-и и 17-и президент на Бразилия първоначално като диктатор (1930 – 1945), а след това и като демократично избран президент (1951 – 1954).

## Биография
Жетулиу Варгас е роден на 19 април 1882 година в Сау Боржа, щат Риу Гранди ду Сул. Произлизащ от заможно семейство, от ранна възраст се заема с политическа дейност. През 1926 – 1928 година е министър на финансите, а през 1928 – 1930 година е губернатор на Риу Гранди ду Сул.
През 1930 година Варгас губи изборите за президент, но малко по-късно идва на власт след преврат, сложил край на компрометираната Стара република и поставил началото на Ерата на Варгас. Той трябва да поеме управлението временно, но вместо това затваря Конгреса, премахва Конституцията, управлява с извънредни правомощия и заменя губернаторите на отделните щати със свои поддръжници. През 1935 година страната е обхваната от комунистически бунтове и комунистите правят неуспешен опит за завземане на властта. Комунистическата заплаха служи на Варгас като претекст, за да направи повторен преврат две години по-късно, след което Бразилия става цялостна диктатура. Потискането на опозицията е брутално, повече от 20 000 души са арестувани, създадени са концентрационни лагери за политическите затворници в отдалечени райони на страната, мъченията, репресиите и цензурата стават широко разпространена практика.
Бразилия остава неутрална по време на първите години от Втората световна война, докато правителството не обявява война на силите от Оста през 1942 година. Варгас праща германски, италиански и японски имигранти в концентрационни лагери, а през 1944 година изпраща войски на бойното поле в Италия. С победата на съюзниците през 1945 година и с края на нацистко-фашиските режими в Европа, положението на Варгас става неудържимо и той бързо е свален чрез военен преврат.
След падането си от власт Жетулиу Варгас основава Бразилската работническа партия, която се включва в политическия живот на Втората република. През 1951 година Варгас печели президентските избори и отново оглавява управлението на страната.
Жетулиу Варгас се самоубива на 24 август 1954 година в Рио де Жанейро.